# ファイティング・マスター
『ファイティング・マスター』（原題：北派功夫／順天立地、英題：Not Scared to Die）は、1972年に香港で製作されたアクション映画。
無名時代のジャッキー・チェンが初めて準主役で出演した抗日映画でもある。日本では劇場未公開で、最初にビデオ化された際の邦題は『ジャッキー・チェンのファイティング・モンキー/昇龍拳』であった。

## あらすじ
1937年、中国に侵略した日本軍の横暴は目を覆うばかりであった。ある中国戯劇団の楽屋に日本兵がやってきた。禁止となっている上演内容を理由に暴力に出た日本兵に対し、トン（ワン・チン）を始めとして俳優達は反撃する。日本兵を倒したものの、指名手配されるトン達四人。逃亡中に咳き込む老人を見かけたトンと弟分のチー（ジャッキー・チェン）。助けた老人の孫娘・チュウ（ユン・チウ）の紹介で泊まる宿を得る。そのころ、日本軍は反日組織を取り締まる為に、空手の師範の腕前である大佐（チョイ・チンチュン）と伍長（ヤム・ホイ）をトップとした自警会を組織していた。人力車の車引きをして金を稼いでいたトンの軽はずみな行動がきっかけで、トン達の所在がバレてしまう。自警会にトン達をかくまっていた事が原因で、次々殺される老人達。そして、抵抗も空しくチーも捕らえられてしまう。トンは自警会に殴り込み、拷問を受けていたチーを救い出したものの、伍長との戦いで右脚を刺され、更に伍長を逃がしてしまった。別の地に逃げる為、手引きをしてくれる案内人に報酬を払いに行くチーとチュウ。無事に金を渡し、明日に待ち合わせる段取りを聞き隠れ家に戻る途中、待ち伏せていた自警会によってチーは刺され、チュウは連れ去られる。なんとか隠れ家に戻ったチーだが、明日の段取りとチュウが連れ去られた事を伝えた後、息絶える。先に待ち合わせ場所に向かう一行と別れ、一人自警会に乗り込むトン。だが彼の目の前でチュウは殺された。しかも案内人の裏切りで全てがバレている事が判明する。待ち合わせ場所は既に待ち伏せされていると察したトンは走る。

## キャスト
- ワン・チン
- ジャッキー・チェン
- チョイ・チュンチン
- ヤム・ホイ
- 永田晃